# Ягодное (Акмолинская область)
Я́годное (каз. Ягодное) — село в Астраханском районе Акмолинской области Казахстана. Входит в состав Жалтырского сельского округа. Код КАТО — 113639700.

## География
Село расположено на стечения рек Баксук и Колутон, в северной части района, на расстоянии примерно 31 километров (по прямой) к северо-западу от административного центра района — села Астраханка, в 24 километрах к северо-западу от административного центра сельского округа — села Жалтыр.
Абсолютная высота — 289 метров над уровнем моря.
Ближайшие населённые пункты: село Старый Колутон — на западе, село Айнаколь — на северо-востоке, аул Караколь — на северо-западе. село Новый Колутон — на севере.

## Население
В 1989 году население села составляло 386 человек (из них русские — 34 %, немцы — 24 %).
В 1999 году население села составляло 254 человека (130 мужчин и 124 женщины). По данным переписи 2009 года, в селе проживал 121 человек (67 мужчин и 54 женщины).
| Численность населения | Численность населения | Численность населения |
| 1989                  | 1999                  | 2009                  |
| --------------------- | --------------------- | --------------------- |
| 386                   | ↘254                  | ↘121                  |

## Улицы
- ул. Достык[5]